# 国家防衛管理センター
国家防衛管理センター（ロシア語: Национальный центр управления обороной Российской Федерации, НЦУО РФ、英語: National Defense Management Center, NDMC）とは、国家防衛コントロールセンター（英語: National Defense Control Center, NDCC）としても知られており、ロシア連邦国防省及びロシア連邦軍の最高指揮監督機関である。国家防衛管理センターは国防省の指揮監督に当たる最高位の機関として考えられている。
国家防衛管理センターは、ロシア連邦モスクワ市ズナメンカ19番にある国防省本庁舎内に設置されている。